# Bergen County Classic 1978
Bergen County Classic 1978 - жіночий тенісний турнір, що проходив на відкритих кортах з твердим покриттям Ramapo College у Маві (США). Належав до категорії AA в рамках Colgate Series 1978. Турнір відбувся вперше і тривав з 21 вересня до 26 вересня 1978 року. Перша сіяна Вірджинія Вейд здобула титул в одиночному розряді й отримала за це 14 тис. доларів США.

## Фінальна частина

### Одиночний розряд
Вірджинія Вейд —  Керрі Рід 1–6, 6–1, 6–4
- Для Вейд це був 2-й титул за сезон і 54-й — за кар'єру.

### Парний розряд
Ілана Клосс /  Маріс Крюгер —  Барбара Поттер /  Пем Вайткросс 6–3, 6–1

## Розподіл призових грошей
| Дисципліна       | П       | F      | 3-тє   | 4-те   | ЧФ     | 1/8    | 1/16 |
| Одиночний розряд | $14,000 | $7,100 | $4,200 | $3,500 | $1,850 | $1,000 | $550 |

## Нотатки
1. ↑  Турніри з призовими для жінок принаймні 75 тис. доларів.[1]